# Quartierhof (Bern)

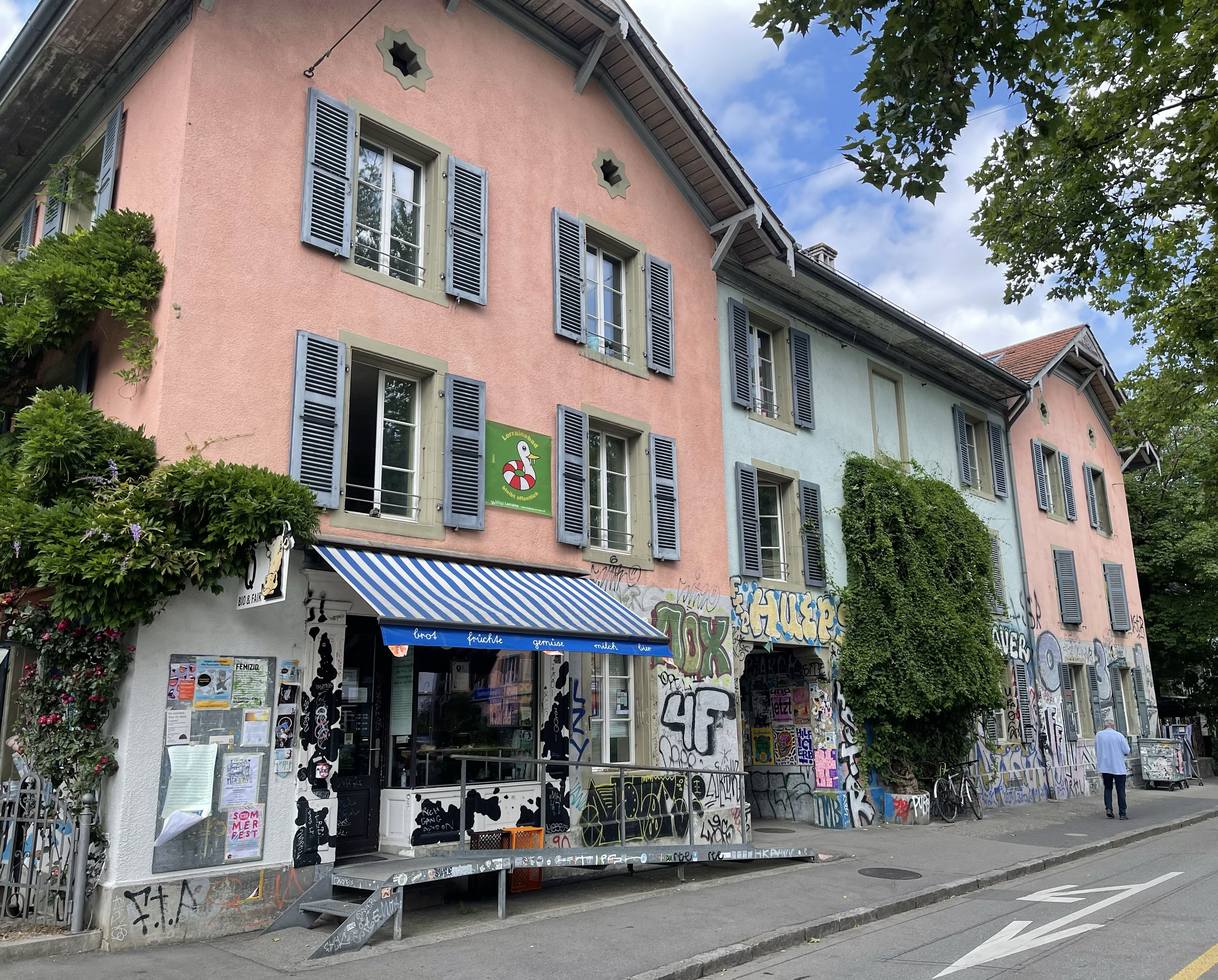
Ostfassade (2025), links der Bioladen Q-Laden

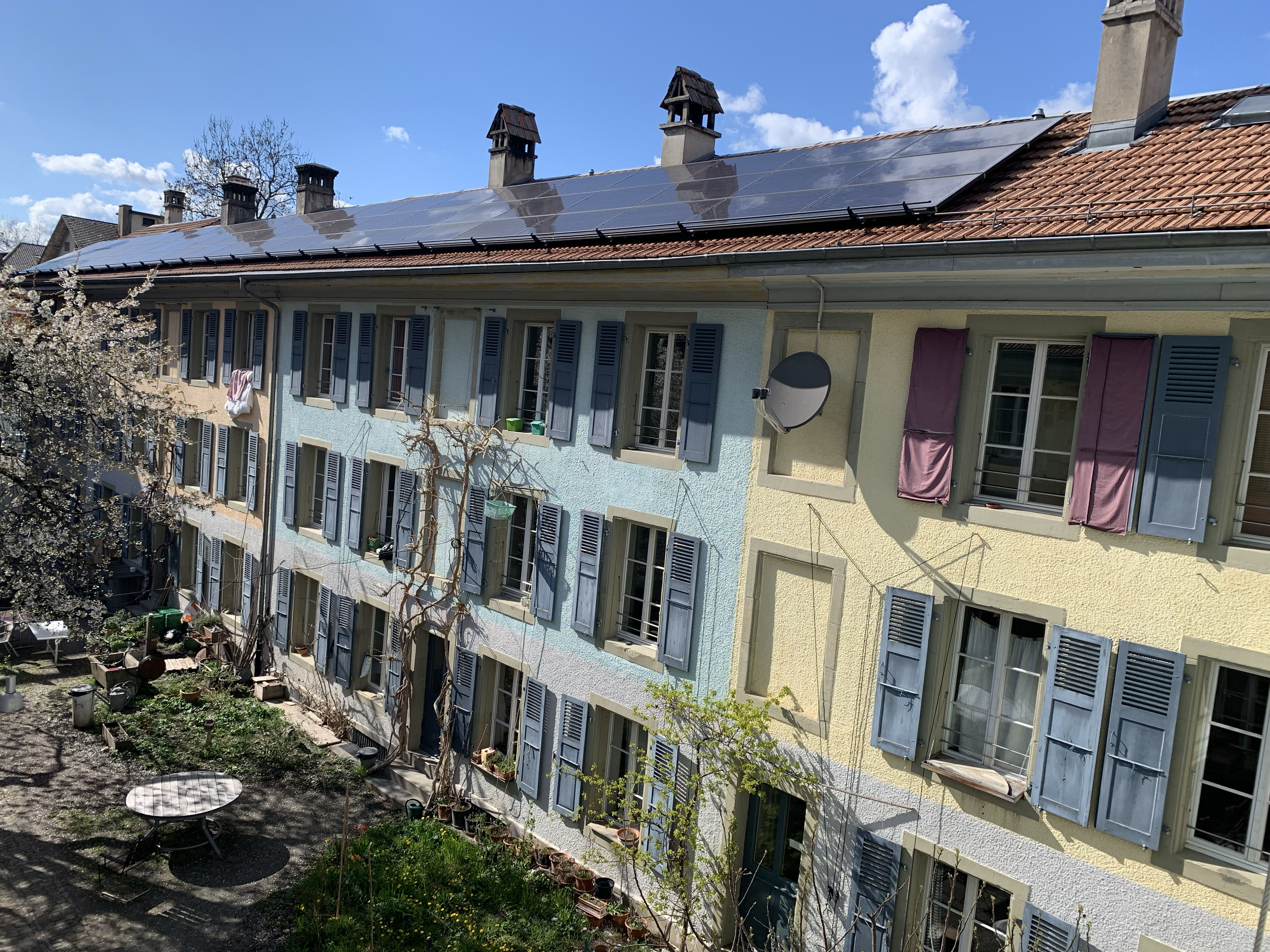
Innenhof, Nordflügel (2023)

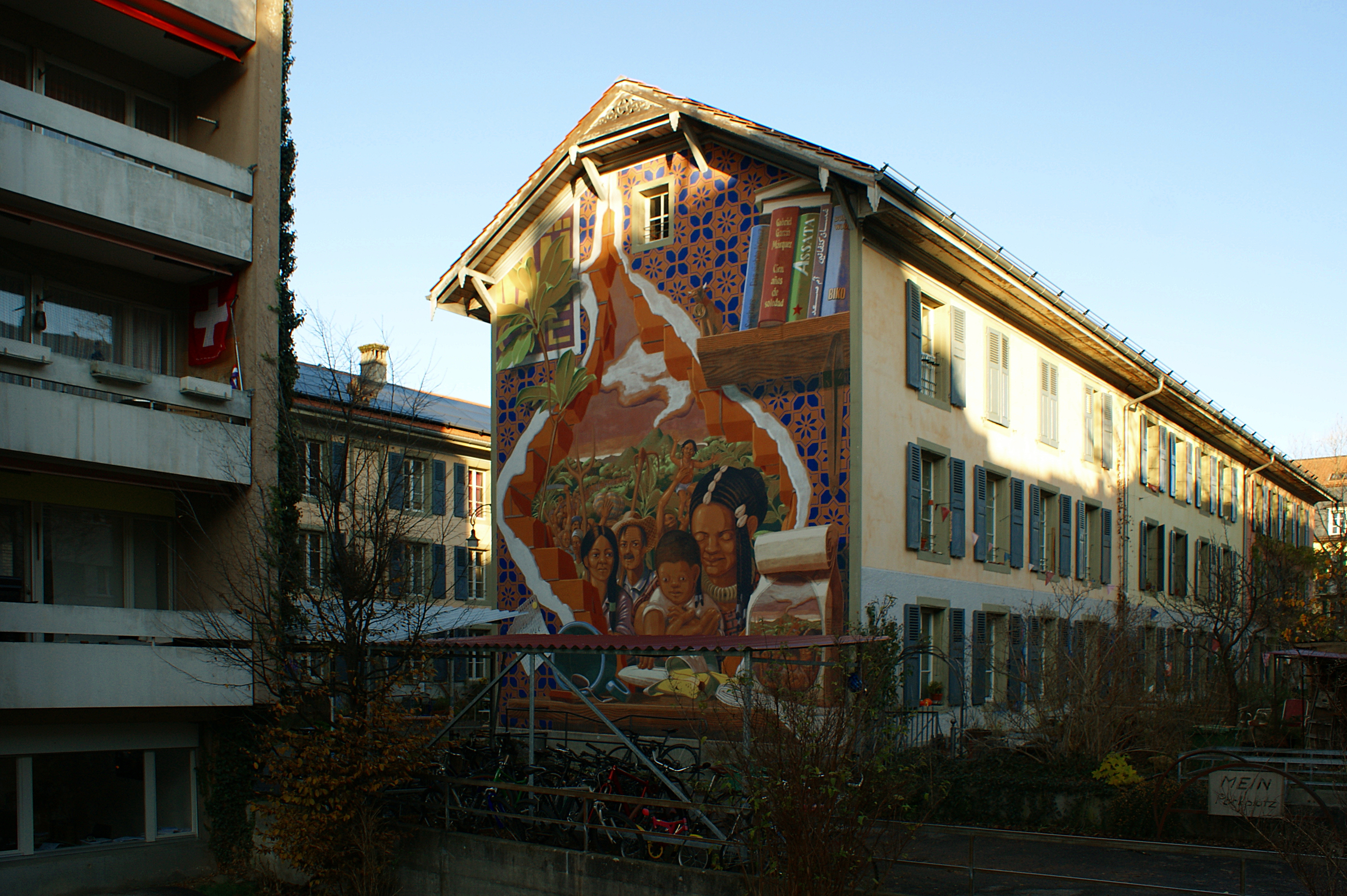
Blick auf die Südwestfassade (mit Wandbild), links die Überbauung (Quartiergasse 10), die an der Stelle der 1971 abgerissenen Westpartie entstand.

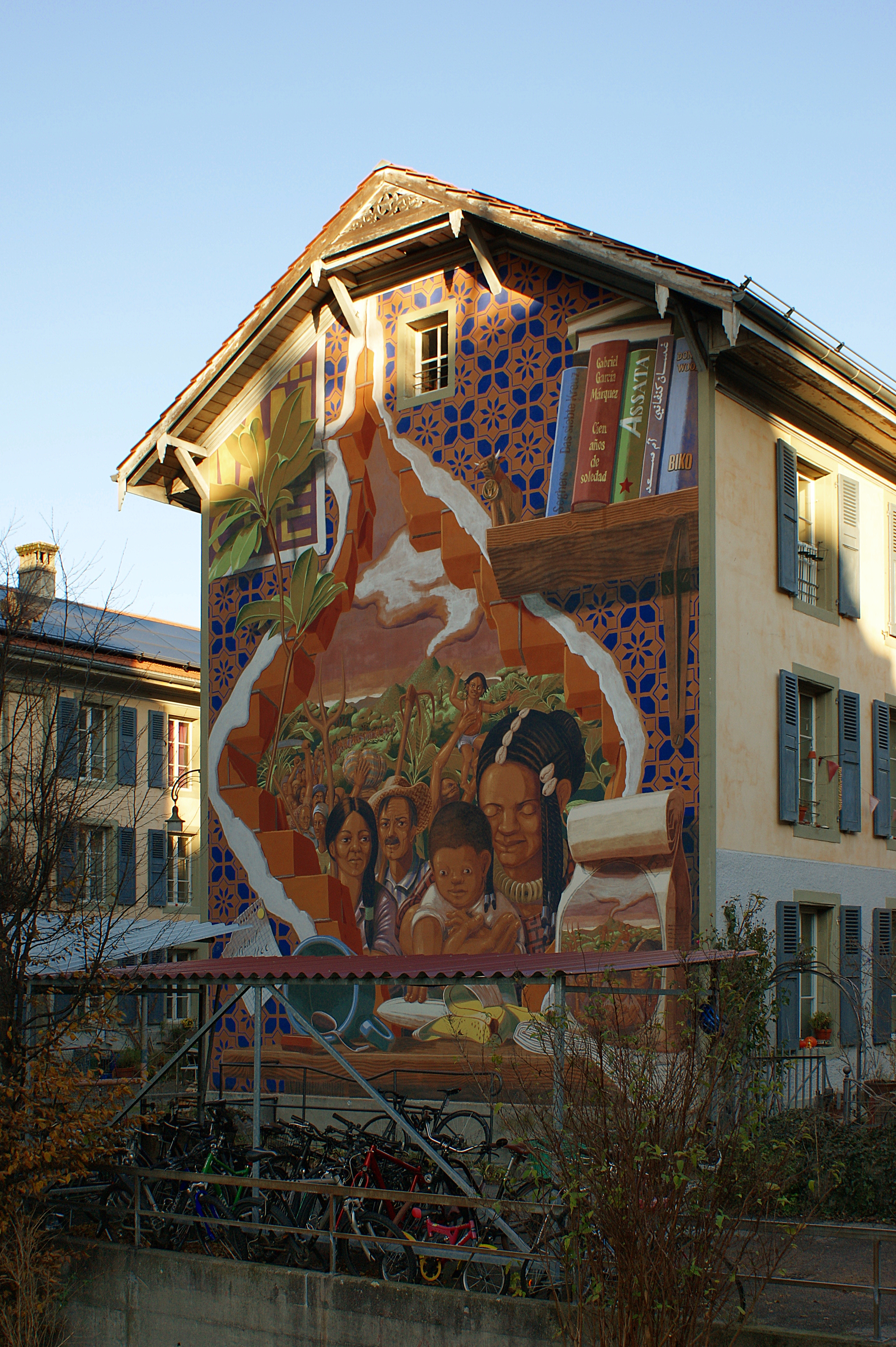
Wandbild ohne Titel von Marc Rudin und Colby Blumer 1997

Der Quartierhof in der Schweizer Stadt Bern ist eine im Lorraine-Quartier hauptsächlich 1861–1863 errichtete Überbauung, die «von grosser sozialgeschichtlicher Bedeutung [ist und] zu den ältesten Bauzeugen des Quartiers» zählt.
Die Überbauung erstreckte sich ursprünglich parallel zur gesamten Quartiergasse zwischen der Lorrainestrasse und dem Dammweg. 1971 wurde die Westpartie, also ca. zwei Drittel der gesamten Anlage, abgerissen. Der verbleibende Drittel wird seit 1996 von den Bewohnern in Selbstverwaltung geführt, rechtlich von der 1989 gegründeten Wohnbaugenossenschaft Q-Hof. Neben 34 zumeist kleinen Wohnungen befindet sich dort seit 1987 auch ein kollektiv geführter Bioladen.

## Denkmalschutz
Für die Denkmalpflege gilt der Quartierhof als «schützenswert», da sein «Aussenraum von denkmalpflegerischem Interesse» ist; seit 1997 steht er unter «Bundesschutz». «Nach einer langen politischen Vorgeschichte und verschiedenartigsten Planungen stellte die Eidgenössische Natur- und Heimatschutzkommission (ENHK) in einem Gutachten im Auftrag des Bundesrats die Schutzwürdigkeit des Quartierhofs – auch als Fragment – fest.»

## Geschichte
Der Quartierhof entstand 1861–1863 (ein kleiner Teil erst 1892) als «musterhaft[es]» Projekt des frühen sozialen Wohnungsbaus; zur Baugenossenschaft zur Erstellung billiger und guter Wohnungen zählten «neben den Architekten Friedrich Salvisberg (Kantonsbaumeister) und Friedrich Studer [auch] Johann Carl Dähler, Dr. med. J. Fr. Albrecht Tribolet, […] A. von Wattenwyl [und] Oberst Jakob Stämpfli, der spätere Bundesrat».